# Zhangzhou
Zhangzhou is een stad en prefectuur in de zuidelijke provincie Fujian, Volksrepubliek China. Zhangzhou grenst in het noordoosten aan de steden Xiamen en Quanzhou en de provincie Guangdong in het zuidwesten. Bij de volkstelling van 2020 had de stad 845.286  inwoners, de prefectuur had 5.054.328 inwoners. Met de steden Putian, Quanzhou en Xiamen vormt de stad een aaneengesloten agglomeratie van 17.2 miljoen inwoners.
In dit gebied wordt een variant van het Minnanyu gesproken, namelijk Zhangzhouhua.
De staalgroep Sansteel Minguang heeft een bandstaalwalserij in Zhangzhou.

## Geboren
- Xu Haifeng (1958), olympisch schutter